# Гуцульське повстання
Гуцульське повстання — масовий збройний виступ проти польських окупаційних властей селян Косівського повіту Станиславівського воєводства (нині в межах Івано-Франківської області) 16–19 квітня 1920 року.
Повстання охопило 11 населених пунктів, у ньому взяло участь понад 10 000 осіб, переважно селянська біднота Косівського, а також Коломийського, Снятинського, Печеніжинського та Городенківського повітів. Виступом керував штаб, очолюваний колишніми військовополоненими австро-угорської армії, що повернулися з Росії. Повстання розпочалося збройним виступом у с. Жаб'є (нині смт Верховина), який підтримали жителі сіл Зелена, Голови (обидва нині села Верховинського району) та ін. Повстанці нападали на пастерунки (відділи) поліції та жандармерії, роззброювали їх, виганяли представників польських окупаційних властей, захоплювали лісництва, виступали за возз'єднання з Україною. Регулярне військо та поліція придушили повстання, заарештували понад 250 осіб, більшість з яких було засуджено до тривалого ув'язнення.